# Vieuzos
Vieuzos – miejscowość i gmina we Francji, w regionie Oksytania, w departamencie Pireneje Wysokie.
Według danych na rok 1990 gminę zamieszkiwały 64 osoby, a gęstość zaludnienia wynosiła 13 osób/km² (wśród 3020 gmin regionu Midi-Pireneje Vieuzos plasuje się na 999. miejscu pod względem liczby ludności, natomiast pod względem powierzchni na miejscu 1492.).